# دارلا کی. اندرسون
دارلا کی اندرسون (انگلیسی: Darla K. Anderson؛ زادهٔ ) یک تهیه‌کننده اهل ایالات متحده آمریکا است.